# GSC4492-1487
GSC4492-1487 є хімічно пекулярною зорею
спектрального класу
A1 й має видиму зоряну величину в
смузі V приблизно 10.4.
.